# Premier League 2020/2021
Premier League 2020/2021 var den 29:e säsongen av Premier League, Englands högsta division i fotboll för herrar. Säsongen inleddes den 12 september 2020 och avslutades den 16 maj 2021. Liverpool var försvarande mästare efter vunnit sin första ligatitel sedan 1990. Leeds United, West Bromwich Albion och Fulham var nya lag för säsongen. Säsongen var till en början planerad att börja den 8 augusti, men sköts sedan fram till den 12 september som en konsekvens av Coronaviruspandemin 2019–2021. Det var den andra säsongen som VAR användes.
Den 11 maj 2021 vann Manchester City sin tredje Premier League-titel på fyra år efter att Manchester United förlorade med 1–2 mot Leicester City på Old Trafford.

## Lag
Arsenal

Chelsea

Crystal Palace

Fulham

Tottenham Hotspur

West Ham United
Aston Villa

West Bromwich Albion

Wolverhampton Wanderers

### Arenor
| Lag                     | Ort           | Arena                     | Kapacitet |
| ----------------------- | ------------- | ------------------------- | --------- |
| Arsenal                 | London        | Emirates Stadium          | 60 804    |
| Aston Villa             | Birmingham    | Villa Park                | 42 785    |
| Brighton & Hove Albion  | Brighton      | Falmer Stadium            | 30 666    |
| Burnley                 | Burnley       | Turf Moor                 | 21 944    |
| Chelsea                 | London        | Stamford Bridge           | 40 834    |
| Crystal Palace          | London        | Selhurst Park             | 25 486    |
| Everton                 | Liverpool     | Goodison Park             | 39 414    |
| Fulham                  | London        | Craven Cottage            | 19 000    |
| Leeds United            | Leeds         | Elland Road               | 37 980    |
| Leicester City          | Leicester     | King Power Stadium        | 32 312    |
| Liverpool               | Liverpool     | Anfield                   | 53 394    |
| Manchester City         | Manchester    | Etihad Stadium            | 55 097    |
| Manchester United       | Manchester    | Old Trafford              | 74 879    |
| Newcastle United        | Newcastle     | St James' Park            | 52 388    |
| Sheffield United        | Sheffield     | Bramall Lane              | 32 125    |
| Southampton             | Southampton   | St Mary's Stadium         | 32 505    |
| Tottenham Hotspur       | London        | Tottenham Hotspur Stadium | 62 303    |
| West Bromwich Albion    | West Bromwich | The Hawthorns             | 26 850    |
| West Ham United         | London        | London Stadium            | 60 000    |
| Wolverhampton Wanderers | Wolverhampton | Molineux Stadium          | 32 050    |

### Klubbinformation
| Lag                     | Tränare             | Kapten                    | Ställtillverkare | Tröjsponsor          |
| ----------------------- | ------------------- | ------------------------- | ---------------- | -------------------- |
| Arsenal                 | Mikel Arteta        | Pierre-Emerick Aubameyang | Adidas           | Fly Emirates         |
| Aston Villa             | Dean Smith          | Jack Grealish             | Kappa            | W88                  |
| Brighton & Hove Albion  | Graham Potter       | Lewis Dunk                | Nike             | American Express     |
| Burnley                 | Sean Dyche          | Ben Mee                   | Umbro            | LoveBet              |
| Chelsea                 | Thomas Tuchel       | César Azpilicueta         | Nike             | 3                    |
| Crystal Palace          | Roy Hodgson         | Luka Milivojević          | Puma             | ManBetX              |
| Everton                 | Carlo Ancelotti     | Séamus Coleman            | Hummel           | Cazoo                |
| Fulham                  | Scott Parker        | Tom Cairney               | Adidas           | Dafabet              |
| Leeds United            | Marcelo Bielsa      | Liam Cooper               | Adidas           | TBA                  |
| Leicester City          | Brendan Rodgers     | Wes Morgan                | Adidas           | King Power           |
| Liverpool               | Jürgen Klopp        | Jordan Henderson          | Nike             | Standard Chartered   |
| Manchester City         | Pep Guardiola       | Fernandinho               | Puma             | Etihad Airways       |
| Manchester United       | Ole Gunnar Solskjær | Harry Maguire             | Adidas           | Chevrolet            |
| Newcastle United        | Steve Bruce         | Jamaal Lascelles          | Puma             | TBA                  |
| Sheffield United        | Paul Heckingbottom  | Billy Sharp               | Adidas           | Union Standard Group |
| Southampton             | Ralph Hasenhüttl    | James Ward-Prowse         | Under Armour     | LD Sports            |
| Tottenham Hotspur       | Ryan Mason          | Hugo Lloris               | Nike             | AIA                  |
| West Bromwich Albion    | Sam Allardyce       | Jake Livermore            | Puma             | Ideal Boilers        |
| West Ham United         | David Moyes         | Mark Noble                | Umbro            | Betway               |
| Wolverhampton Wanderers | Nuno Espírito Santo | Conor Coady               | Adidas           | ManBetX              |

### Tränarförändringar
| Lag                  | Dåvarande tränare | Anledning till förändring | Datum            | Ligaposition | Ny tränare         | Anställningsdatum |
| -------------------- | ----------------- | ------------------------- | ---------------- | ------------ | ------------------ | ----------------- |
| West Bromwich Albion | Slaven Bilić      | Avskedad                  | 16 december 2020 | 19:e         | Sam Allardyce      | 17 december 2020  |
| Chelsea              | Frank Lampard     | Avskedad                  | 25 januari 2021  | 9:e          | Thomas Tuchel      | 26 januari 2021   |
| Sheffield United     | Chris Wilder      | Avgick i samförstånd      | 13 mars 2021     | 20:e         | Paul Heckingbottom | 13 mars 2021      |
| Tottenham Hotspur    | José Mourinho     | Avskedad                  | 19 april 2021    | 7:e          | Ryan Mason         | 19 april 2021     |

## Tabeller

### Poängtabell
| Nr | Lag                      | S  | V  | O  | F  | GM | IM | MS  | P  |
| -- | ------------------------ | -- | -- | -- | -- | -- | -- | --- | -- |
| 1  | Manchester City          | 38 | 27 | 5  | 6  | 83 | 32 | +51 | 86 |
| 2  | Manchester United        | 38 | 21 | 11 | 6  | 73 | 44 | +29 | 74 |
| 3  | Liverpool (RM)           | 38 | 20 | 9  | 9  | 68 | 42 | +26 | 69 |
| 4  | Chelsea                  | 38 | 19 | 10 | 9  | 58 | 36 | +22 | 67 |
| 5  | Leicester City           | 38 | 20 | 6  | 12 | 68 | 50 | +18 | 66 |
| 6  | West Ham United          | 38 | 19 | 8  | 11 | 62 | 47 | +15 | 65 |
| 7  | Tottenham Hotspur        | 38 | 18 | 8  | 12 | 68 | 45 | +23 | 62 |
| 8  | Arsenal                  | 38 | 18 | 7  | 13 | 55 | 39 | +16 | 61 |
| 9  | Leeds United (U)         | 38 | 18 | 5  | 15 | 62 | 54 | +8  | 59 |
| 10 | Everton                  | 38 | 17 | 8  | 13 | 47 | 48 | −1  | 59 |
| 11 | Aston Villa              | 38 | 16 | 7  | 15 | 55 | 46 | +9  | 55 |
| 12 | Newcastle United         | 38 | 12 | 9  | 17 | 46 | 62 | −16 | 45 |
| 13 | Wolverhampton Wanderers  | 38 | 12 | 9  | 17 | 36 | 52 | −16 | 45 |
| 14 | Crystal Palace           | 38 | 12 | 8  | 18 | 41 | 66 | −25 | 44 |
| 15 | Southampton              | 38 | 12 | 7  | 19 | 47 | 68 | −21 | 43 |
| 16 | Brighton & Hove Albion   | 38 | 9  | 14 | 15 | 40 | 46 | −6  | 41 |
| 17 | Burnley                  | 38 | 10 | 9  | 19 | 33 | 55 | −22 | 39 |
| 18 | Fulham (U)               | 38 | 5  | 13 | 20 | 27 | 53 | −26 | 28 |
| 19 | West Bromwich Albion (U) | 38 | 5  | 11 | 22 | 35 | 76 | −41 | 26 |
| 20 | Sheffield United         | 38 | 7  | 2  | 29 | 20 | 63 | −43 | 23 |

Regler för fastställande av placering: 1) Poäng; 2) Målskillnad; 3) Gjorda mål; 4) Om mästaren, nedflyttade lag eller lag kvalificerade för Uefa-turneringar inte kan skiljas åt med regler 1 till 3, appliceras regler 4.1 till 4.3 – 4.1) Poäng tagna i inbördes möten mellan aktuella klubbar; 4.2) Gjorda bortamål i inbördes möten mellan aktuella klubbar; 4.3) Playoffs

### Resultattabell
| Hemma \ Borta           | ARS | AVL | BHA | BUR | CHE | CRY | EVE | FUL | LEE | LEI | LIV | MCI | MUN | NEW | SHU | SOU | TOT | WBA | WHU | WOL |
| Arsenal                 | —   | 0–3 | 2–0 | 0–1 | 3–1 | 0–0 | 0–1 | 1–1 | 4–2 | 0–1 | 0–3 | 0–1 | 0–0 | 3–0 | 2–1 | 1–1 | 2–1 | 3–1 | 2–1 | 1–2 |
| Aston Villa             | 1–0 | —   | 1–2 | 0–0 | 2–1 | 3–0 | 0-0 | 3–1 | 0–3 | 1–2 | 7–2 | 1–2 | 1–3 | 2–0 | 1–0 | 3–4 | 0–2 | 2–2 | 1–3 | 0–0 |
| Brighton & Hove Albion  | 0–1 | 0–0 | —   | 0–0 | 1–3 | 1–2 | 0–0 | 0–0 | 2–0 | 1–2 | 1–1 | 3–2 | 2–3 | 3–0 | 1–1 | 1–2 | 1–0 | 1–1 | 1–1 | 3–3 |
| Burnley                 | 1–1 | 3–2 | 1–1 | —   | 0–3 | 1–0 | 1–1 | 1–1 | 0-4 | 1–1 | 0–3 | 0–2 | 0–1 | 1–2 | 1–0 | 0–1 | 0–1 | 0–0 | 1–2 | 2–1 |
| Chelsea                 | 0–1 | 1–1 | 0–0 | 2–0 | —   | 4–0 | 2–0 | 2–0 | 3–1 | 2–1 | 0–2 | 1–3 | 0–0 | 2–0 | 4–1 | 3–3 | 0–0 | 2–5 | 3–0 | 0–0 |
| Crystal Palace          | 1–3 | 3–2 | 1–1 | 0–3 | 1–4 | —   | 1–2 | 0–0 | 4–1 | 1–1 | 0–7 | 0–2 | 0–0 | 0–2 | 2–0 | 1–0 | 1–1 | 1–0 | 2–3 | 1–0 |
| Everton                 | 2–1 | 1–2 | 4–2 | 1–2 | 1–0 | 1–1 | —   | 0–2 | 0–1 | 1–1 | 2–2 | 1–3 | 1–3 | 0–2 | 0–1 | 1–0 | 2–2 | 5–2 | 0–1 | 1–0 |
| Fulham                  | 0–3 | 0–3 | 0–0 | 0–2 | 0–1 | 1–2 | 2–3 | —   | 1–2 | 0–2 | 1–1 | 0–3 | 1–2 | 0–2 | 1–0 | 0–0 | 0–1 | 2–0 | 0–0 | 0–1 |
| Leeds United            | 0–0 | 0–1 | 0–1 | 1–0 | 0–0 | 2–0 | 1–2 | 4–3 | —   | 1–4 | 1–1 | 1–1 | 0–0 | 5–2 | 2–1 | 3–0 | 3–1 | 3–1 | 1–2 | 0–1 |
| Leicester City          | 1–3 | 0–1 | 3–0 | 4–2 | 2–0 | 2–1 | 0–2 | 1–2 | 1–3 | —   | 3–1 | 0–2 | 2–2 | 2–4 | 5–0 | 2–0 | 2–4 | 3–0 | 0–3 | 1–0 |
| Liverpool               | 3–1 | 2–1 | 0–1 | 0–1 | 0–1 | 2–0 | 0–2 | 0–1 | 4–3 | 3–0 | —   | 1–4 | 0–0 | 1–1 | 2–1 | 2–0 | 2–1 | 1–1 | 2–1 | 4–0 |
| Manchester City         | 1–0 | 2–0 | 1–0 | 5–0 | 1–2 | 4–0 | 5–0 | 2–0 | 1–2 | 2–5 | 1–1 | —   | 0–2 | 2–0 | 1–0 | 5–2 | 3–0 | 1–1 | 2–1 | 4–1 |
| Manchester United       | 0–1 | 2–1 | 2–1 | 3–1 | 0–0 | 1–3 | 3–3 | 1–1 | 6–2 | 1–2 | 2–4 | 0–0 | —   | 3–1 | 1–2 | 9–0 | 1–6 | 1–0 | 1–0 | 1–0 |
| Newcastle United        | 0–2 | 1–1 | 0–3 | 3–1 | 0–2 | 1–2 | 2–1 | 1–1 | 1–2 | 1–2 | 0–0 | 3-4 | 1–4 | —   | 1–0 | 3–2 | 2–2 | 2–1 | 3–2 | 1–1 |
| Sheffield United        | 0–3 | 1–0 | 1–0 | 1–0 | 1–2 | 0–2 | 0–1 | 1–1 | 0–1 | 1–2 | 0–2 | 0–1 | 2–3 | 1–0 | —   | 0–2 | 1–3 | 2–1 | 0–1 | 0–2 |
| Southampton             | 1–3 | 0–1 | 1–2 | 3–2 | 1–1 | 3–1 | 2–0 | 3-1 | 0–2 | 1–1 | 1–0 | 0–1 | 2–3 | 2–0 | 3–0 | —   | 2–5 | 2–0 | 0–0 | 1–2 |
| Tottenham Hotspur       | 2–0 | 1–2 | 2–1 | 4–0 | 0–1 | 4–1 | 0–1 | 1–1 | 3–0 | 0–2 | 1–3 | 2–0 | 1–3 | 1–1 | 4–0 | 2–1 | —   | 2–0 | 3–3 | 2–0 |
| West Bromwich Albion    | 0–4 | 0–3 | 1–0 | 0–0 | 3–3 | 1–5 | 0–1 | 2–2 | 0–5 | 0–3 | 1–2 | 0–5 | 1–1 | 0–0 | 1–0 | 3–0 | 0–1 | —   | 1–3 | 1–1 |
| West Ham United         | 3–3 | 2–1 | 2–2 | 1–0 | 0–1 | 1–1 | 0–1 | 1–0 | 2–0 | 3–2 | 1–3 | 1–1 | 1–3 | 0–2 | 3–0 | 3–0 | 2–1 | 2–1 | —   | 4–0 |
| Wolverhampton Wanderers | 2–1 | 0–1 | 2–1 | 0–4 | 2–1 | 2–0 | 1–2 | 1–0 | 1–0 | 0–0 | 0–1 | 1–3 | 1–2 | 1–1 | 1–0 | 1–1 | 1–1 | 2–3 | 2–3 | —   |

## Säsongsstatistik

### Skytteliga
| Rank | Spelare               | Klubb             | Mål |
| ---- | --------------------- | ----------------- | --- |
| 1    | Harry Kane            | Tottenham Hotspur | 23  |
| 2    | Mohamed Salah         | Liverpool         | 22  |
| 3    | Bruno Fernandes       | Manchester United | 18  |
| 4    | Patrick Bamford       | Leeds United      | 17  |
| 4    | Son Heung-min         | Tottenham Hotspur | 17  |
| 6    | Dominic Calvert-Lewin | Everton           | 16  |
| 7    | Jamie Vardy           | Leicester City    | 15  |
| 8    | Ollie Watkins         | Aston Villa       | 14  |
| 9    | İlkay Gündoğan        | Manchester City   | 13  |
| 9    | Alexandre Lacazette   | Arsenal           | 13  |

### Assistligan
| Rank | Spelare         | Klubb                  | Assist |
| ---- | --------------- | ---------------------- | ------ |
| 1    | Harry Kane      | Tottenham Hotspur      | 14     |
| 2    | Kevin De Bruyne | Manchester City        | 12     |
| 2    | Bruno Fernandes | Manchester United      | 12     |
| 4    | Jack Grealish   | Aston Villa            | 10     |
| 4    | Son Heung-min   | Tottenham Hotspur      | 10     |
| 6    | Raphinha        | Leeds United           | 9      |
| 6    | Marcus Rashford | Manchester United      | 9      |
| 6    | Jamie Vardy     | Leicester City         | 9      |
| 9    | Aaron Cresswell | West Ham United        | 8      |
| 9    | Pascal Groß     | Brighton & Hove Albion | 8      |
| 9    | Jack Harrison   | Leeds United           | 8      |
| 9    | Timo Werner     | Cheslea                | 8      |

### Hat-tricks
| Spelare                   | För               | Mot                     | Resultat | Datum             |
| ------------------------- | ----------------- | ----------------------- | -------- | ----------------- |
| Mohamed Salah             | Liverpool         | Leeds United            | 4–3 (H)  | 12 september 2020 |
| Dominic Calvert-Lewin     | Everton           | West Bromwich Albion    | 5–2 (H)  | 19 september 2020 |
| Son Heung-min4            | Tottenham Hotspur | Southampton FC          | 5–2 (B)  | 20 september 2020 |
| Jamie Vardy               | Leicester City    | Manchester City         | 5–2 (B)  | 27 september 2020 |
| Ollie Watkins             | Aston Villa       | Liverpool               | 7–2 (H)  | 4 oktober 2020    |
| Patrick Bamford           | Leeds United      | Aston Villa             | 3–0 (B)  | 23 oktober 2020   |
| Riyad Mahrez              | Manchester City   | Burnley                 | 5–0 (H)  | 28 november 2020  |
| Pierre-Emerick Aubameyang | Arsenal           | Leeds United            | 4–2 (H)  | 14 februari 2021  |
| Kelechi Iheanacho         | Leicester City    | Sheffield United        | 5–0 (H)  | 14 mars 2021      |
| Chris Wood                | Burnley           | Wolverhampton Wanderers | 4–0 (B)  | 25 april 2021     |
| Gareth Bale               | Tottenham Hotspur | Sheffield United        | 4–0 (H)  | 2 maj 2021        |
| Ferran Torres             | Manchester City   | Newcastle United        | 4–3 (B)  | 14 maj 2021       |

Noter
4 Spelaren gjorde 4 mål 
 (H) – Hemma 
 (B) – Borta

### Hållna nollor
| Rank | Spelare           | Klubb                   | Hållna nollor |
| ---- | ----------------- | ----------------------- | ------------- |
| 1    | Ederson           | Manchester City         | 19            |
| 2    | Édouard Mendy     | Chelsea                 | 16            |
| 3    | Emiliano Martínez | Aston Villa             | 15            |
| 4    | Hugo Lloris       | Tottenham Hotspur       | 12            |
| 5    | Bernd Leno        | Arsenal                 | 11            |
| 5    | Illan Meslier     | Leeds United            | 11            |
| 5    | Nick Pope         | Burnley                 | 11            |
| 5    | Kasper Schmeichel | Leicester City          | 11            |
| 9    | Alisson           | Liverpool               | 10            |
| 9    | Łukasz Fabiański  | West Ham United         | 10            |
| 9    | Rui Patrício      | Wolverhampton Wanderers | 10            |
| 9    | Jordan Pickford   | Everton                 | 10            |
| 9    | Robert Sánchez    | Brighton & Hove Albion  | 10            |

### Räddningar
| Rank | Spelare           | Klubb                | Räddningar |
| ---- | ----------------- | -------------------- | ---------- |
| 1    | Sam Johnstone     | West Bromwich Albion | 137        |
| 2    | Illan Meslier     | Leeds United         | 134        |
| 3    | Aaron Ramsdale    | Sheffield United     | 128        |
| 4    | Emiliano Martínez | Aston Villa          | 119        |
| 5    | Nick Pope         | Burnley              | 109        |

### Passningar

#### Spelare
| Rank | Spelare               | Klubb             | Passningar |
| ---- | --------------------- | ----------------- | ---------- |
| 1    | Rodri                 | Manchester City   | 2 785      |
| 2    | Pierre-Emile Højbjerg | Tottenham Hotspur | 2 765      |
| 3    | Rúben Dias            | Manchester City   | 2 713      |
| 4    | Andrew Robertson      | Liverpool         | 2 680      |
| 5    | Youri Tielemans       | Leicester City    | 2 482      |

#### Klubb
| Rank | Klubb             | Passningar |
| ---- | ----------------- | ---------- |
| 1    | Manchester City   | 25 651     |
| 2    | Liverpool         | 24 292     |
| 3    | Chelsea           | 24 070     |
| 4    | Manchester United | 20 998     |
| 5    | Arsenal           | 20 126     |

### Disciplin

#### Spelare
- Flest gula kort: 12[59]
  -  John McGinn (Aston Villa)

- Flest röda kort: 2[60]
  -  Lewis Dunk (Brighton & Hove Albion)

#### Klubb
- Flest gula kort: 73[61]
  - Sheffield United

- Flest röda kort: 6[62]
  - Brighton & Hove Albion

## Utmärkelser

### Månatliga utmärkelser
| Månad     | Månadens tränare    | Månadens tränare        | Månadens spelare      | Månadens spelare  | Månadens mål     | Månadens mål      | Referens             |
| Månad     | Tränare             | Klubb                   | Spelare               | Klubb             | Spelare          | Klubb             | Referens             |
| --------- | ------------------- | ----------------------- | --------------------- | ----------------- | ---------------- | ----------------- | -------------------- |
| September | Carlo Ancelotti     | Everton                 | Dominic Calvert-Lewin | Everton           | James Maddison   | Leicester City    | [ 63 ] [ 64 ] [ 65 ] |
| Oktober   | Nuno Espírito Santo | Wolverhampton Wanderers | Son Heung-min         | Tottenham Hotspur | Manuel Lanzini   | West Ham United   | [ 66 ] [ 67 ] [ 68 ] |
| November  | José Mourinho       | Tottenham Hotspur       | Bruno Fernandes       | Manchester United | Ola Aina         | Fulham            | [ 69 ] [ 70 ] [ 71 ] |
| December  | Dean Smith          | Aston Villa             | Bruno Fernandes       | Manchester United | Sébastien Haller | West Ham United   | [ 72 ] [ 73 ] [ 74 ] |
| Januari   | Pep Guardiola       | Manchester City         | İlkay Gündoğan        | Manchester City   | Mohamed Salah    | Liverpool         | [ 75 ] [ 76 ] [ 77 ] |
| Februari  | Pep Guardiola       | Manchester City         | İlkay Gündoğan        | Manchester City   | Bruno Fernandes  | Manchester United | [ 78 ] [ 79 ] [ 80 ] |
| Mars      | Thomas Tuchel       | Chelsea                 | Kelechi Iheanacho     | Leicester City    | Erik Lamela      | Tottenham Hotspur | [ 81 ] [ 82 ] [ 83 ] |
| April     | Steve Bruce         | Newcastle United        | Jesse Lingard         | West Ham United   | Jesse Lingard    | West Ham United   | [ 84 ] [ 85 ] [ 86 ] |
| Maj       | Jürgen Klopp        | Liverpool               | Joe Willock           | Newcastle United  | Edinson Cavani   | Manchester United | [ 87 ] [ 88 ] [ 89 ] |

### Årliga priser
| Pris                                       | Vinnare         | Klubb           |
| ------------------------------------------ | --------------- | --------------- |
| Årets fotbollsspelare i England (PFA)      | Kevin De Bruyne | Manchester City |
| Årets Unge fotbollsspelare i England (PFA) | Phil Foden      | Manchester City |
| Årets fotbollsspelare i England (FWA)      | Rúben Dias      | Manchester City |

| PFA Team of the Year | PFA Team of the Year              | PFA Team of the Year              | PFA Team of the Year              | PFA Team of the Year              | PFA Team of the Year             | PFA Team of the Year             | PFA Team of the Year             | PFA Team of the Year             | PFA Team of the Year                | PFA Team of the Year                | PFA Team of the Year                | PFA Team of the Year                |
| -------------------- | --------------------------------- | --------------------------------- | --------------------------------- | --------------------------------- | -------------------------------- | -------------------------------- | -------------------------------- | -------------------------------- | ----------------------------------- | ----------------------------------- | ----------------------------------- | ----------------------------------- |
| Målvakt              | Ederson (Manchester City)         | Ederson (Manchester City)         | Ederson (Manchester City)         | Ederson (Manchester City)         | Ederson (Manchester City)        | Ederson (Manchester City)        | Ederson (Manchester City)        | Ederson (Manchester City)        | Ederson (Manchester City)           | Ederson (Manchester City)           | Ederson (Manchester City)           | Ederson (Manchester City)           |
| Försvar              | João Cancelo (Manchester City)    | João Cancelo (Manchester City)    | João Cancelo (Manchester City)    | John Stones (Manchester City)     | John Stones (Manchester City)    | John Stones (Manchester City)    | Rúben Dias (Manchester City)     | Rúben Dias (Manchester City)     | Rúben Dias (Manchester City)        | Luke Shaw (Manchester United)       | Luke Shaw (Manchester United)       | Luke Shaw (Manchester United)       |
| Mittfält             | Kevin De Bruyne (Manchester City) | Kevin De Bruyne (Manchester City) | Kevin De Bruyne (Manchester City) | Kevin De Bruyne (Manchester City) | İlkay Gündoğan (Manchester City) | İlkay Gündoğan (Manchester City) | İlkay Gündoğan (Manchester City) | İlkay Gündoğan (Manchester City) | Bruno Fernandes (Manchester United) | Bruno Fernandes (Manchester United) | Bruno Fernandes (Manchester United) | Bruno Fernandes (Manchester United) |
| Anfall               | Harry Kane (Tottenham Hotspur)    | Harry Kane (Tottenham Hotspur)    | Harry Kane (Tottenham Hotspur)    | Harry Kane (Tottenham Hotspur)    | Mohamed Salah (Liverpool)        | Mohamed Salah (Liverpool)        | Mohamed Salah (Liverpool)        | Mohamed Salah (Liverpool)        | Son Heung-min (Tottenham Hotspur)   | Son Heung-min (Tottenham Hotspur)   | Son Heung-min (Tottenham Hotspur)   | Son Heung-min (Tottenham Hotspur)   |